# Menjamel del Mimika
El menjamel del Mimika (Microptilotis mimikae) és un ocell de la família dels melifàgids (Meliphagidae).

## Hàbitat i distribució
Boscos als turons de Nova Guinea, sobre tot al vessant sud fins als districtes sud-orientals.